# Kanton Les Abymes-1
Kanton Les Abymes-1 is een kanton van het Franse departement Guadeloupe. Kanton Les Abymes-1 maakt deel uit van het arrondissement Pointe-à-Pitre en telt 16.408 inwoners (2019).

## Gemeenten
Het kanton Les Abymes-1 omvat de volgende gemeente:
- Les Abymes (deels)